# Adhemar Ferreira da Silva
Adhemar Ferreira da Silva (29. září 1927, São Paulo – 12. ledna 2001 tamtéž) byl brazilský atlet, olympijský vítěz v trojskoku.
Trojskok začal trénovat v roce 1947. O rok později už startoval na olympiádě v Londýně, kde obsadil osmé místo. Dne 3. prosince 1950 vyrovnal světový rekord výkonem rovných 16 metrů, o necelý rok později ho vylepšil o jeden centimetr.
Na olympiádě v Helsinkách v roce 1952 zvítězil – světový rekord vylepšil nejdříve ve druhém pokusu na 16,12 m a poté v pátém pokusu na 16,22 m. O rok později sice o světový rekord přišel, ale 16. března 1955 ho získal zpět výkonem 16,56 m. Na olympiádě v Melbourne v roce 1956 obhájil olympijský titul výkonem 16,35 m, což znamenalo nový olympijský rekord. Při svém čtvrtém olympijském startu v Římě v roce 1960 skončil čtrnáctý.